# Władisław Wołkow

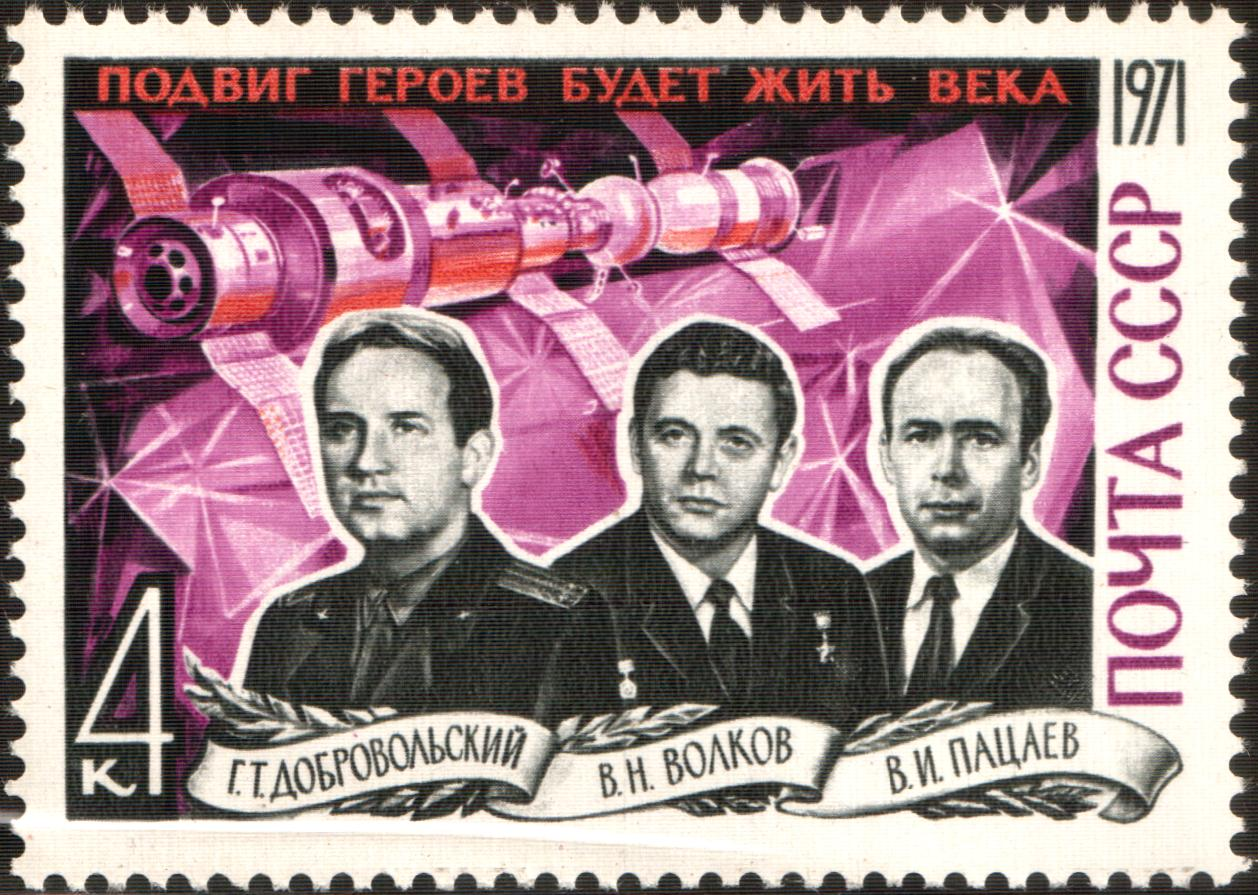
Radziecki znaczek upamiętniający tragiczną misję Sojuza 11. Od lewej: Dobrowolski, Wołkow i Pacajew

Władisław Nikołajewicz Wołkow, ros. Владислав Николаевич Волков (ur. 23 listopada 1935 w Moskwie, zm. 29 czerwca 1971 w przestrzeni kosmicznej) – radziecki kosmonauta, Lotnik Kosmonauta ZSRR.

## Życiorys
W 1953 r. rozpoczął studia w Moskiewskim Instytucie Lotnictwa, po ukończeniu których pracował w biurze konstrukcyjnym.
Do oddziału kosmonautów został powołany 27 maja 1968. Uczestniczył w dwóch lotach kosmicznych.
W dniach 12–17 października 1969 roku był członkiem załogi statku kosmicznego Sojuz 7. Razem z nim w kosmos udali się Anatolij Filipczenko oraz Wiktor Gorbatko. Program lotu przewidywał połączenie na orbicie okołoziemskiej Sojuza 7 z Sojuzem 8 wystrzelonym dzień później. Całą operację miała filmować załoga Sojuza 6, który w kosmosie znalazł się dzień wcześniej. Do dokowania obu pojazdów jednak nie doszło z uwagi na niesprawność systemu zbliżania Sojuzów.
W dniach 6–29 czerwca 1971 roku brał udział w locie Sojuza 11. Dowódcą statku był Gieorgij Dobrowolski a trzecim członkiem załogi Wiktor Pacajew. Statek połączył się ze znajdującą się na orbicie załogową stacją kosmiczną Salut 1 i przez ponad trzy tygodnie załoga pracowała na jej pokładzie. W czasie powrotu na Ziemię doszło do rozszczelnienia kabiny statku Sojuz 11, w efekcie czego zginęła cała załoga.
W sumie Władisław Wołkow spędził w kosmosie 28 dni 17 godzin 2 minuty i 6 sekund.
Stowarzyszenie Uczestników Lotów Kosmicznych (Association of Space Explorers) przyznało mu pośmiertnie Universal Astronaut Insignia za lot orbitalny (nr 42).

## Wykaz lotów
| Loty i starty kosmiczne, w których uczestniczył Władisław N. Wołkow     | Loty i starty kosmiczne, w których uczestniczył Władisław N. Wołkow | Loty i starty kosmiczne, w których uczestniczył Władisław N. Wołkow | Loty i starty kosmiczne, w których uczestniczył Władisław N. Wołkow | Loty i starty kosmiczne, w których uczestniczył Władisław N. Wołkow | Loty i starty kosmiczne, w których uczestniczył Władisław N. Wołkow | Loty i starty kosmiczne, w których uczestniczył Władisław N. Wołkow |
| L.p.                                                                    | Data startu                                                         | Statek kosmiczny                                                    | Data lądowania                                                      | Funkcja                                                             | Czas trwania                                                        |                                                                     |
| ----------------------------------------------------------------------- | ------------------------------------------------------------------- | ------------------------------------------------------------------- | ------------------------------------------------------------------- | ------------------------------------------------------------------- | ------------------------------------------------------------------- | ------------------------------------------------------------------- |
| 1                                                                       | 12 października 1969                                                | Sojuz 7                                                             | 17 października 1969                                                | Inżynier pokładowy                                                  | 4 dni 22 godziny 40 minut i 23 sekundy.                             |                                                                     |
| 2                                                                       | 6 czerwca 1971                                                      | Sojuz 11                                                            | 29 czerwca 1971                                                     | Inżynier pokładowy                                                  | 23 dni 18 godzin 21 minut i 43 sekundy.                             |                                                                     |
| Łączny czas spędzony w kosmosie – 28 dni 17 godzin 2 minuty i 6 sekund. |                                                                     |                                                                     |                                                                     |                                                                     |                                                                     |                                                                     |